# 大斑条鳅
大斑条鳅（学名：Schistura macrotaenia）为輻鰭魚綱鲤形目條鳅科南鳅属的鱼类。在中国，分布于元江下游的支流等。该物种的模式产地在屏边县南溪河。

## 扩展阅读
維基物種上的相關：大斑条鳅